# گوی چیکواناایا
گوی چیکواناایا (گرجی: გივი ჩიქვანაია؛ ۲۹ مهٔ ۱۹۳۹ – ۲ اوت ۲۰۱۸) بازیکن واترپلو اهل اتحاد جماهیر شوروی سوسیالیستی بود.